# Barça TV
Barça TV – oficjalny kanał telewizyjny FC Barcelona, z którego można się dowiedzieć między innymi o najświeższych informacjach z Camp Nou. W programie znajdują się też analizy, wywiady, prezentacje zawodników, powtórki meczów czy wspomnienia „złotych momentów klubu”.
Nadawany od lipca 1999 roku na kanale 66 platformy Via Digital, obecnie jest strategicznym majątkiem klubu i świata Barcelony.
Zawartość kanału jest tłumaczona na język angielski; jest także dystrybuowana w oryginalnej wersji językowej.
Obecnie kanał Barça TV jest dostępny w 53 krajach na całym świecie, a jego rozwój międzynarodowy wciąż się powiększa. W listopadzie roku 2005, klub powiększył zasięg kanału dzięki połączeniu sił z Transworld International, co miało na celu globalny wzrost oglądalności. Na początku 2006 roku klub rozpoczął nową, międzynarodową wersję programu.
Kanał jest dostępny w takich krajach, jak Hiszpania, Litwa, Syria, Armenia, Stany Zjednoczone, Łotwa, Algieria, Bahrajn, Gruzja, Francja, Austria, Egipt, Liban, Azerbejdżan, Niemcy, Serbia, Zjednoczone Emiraty Arabskie, Sudan, Kazachstan, Holandia, Rumunia, Arabia Saudyjska, Tunezja, Kirgistan, Irlandia, Bułgaria, Katar, Oman, Mołdawia, Polska, Czechy, Węgry, Kuwejt, Jordan, Tadżykistan, Rosja, Japonia, Jemen, Somalia, Turkmenistan, Ukraina, Turcja, Palestyna, Mauretania, Uzbekistan, Białoruś, Meksyk, Irak, Erytrea, Estonia, Chiny, Iran oraz Dżibuti.